# Danh sách câu lạc bộ bóng đá ở Sudan
Đây là danh sách các câu lạc bộ bóng đá ở Sudan.
Về danh sách đầy đủ, xem Thể loại:Câu lạc bộ bóng đá Sudan

## A
- Al Khartoum SC
- Al Mirghani ESC
- Al Nile SC (Al-Hasahesa)
- Al Rabta
- Al-Ahli (Atbara)
- Al-Ahli Khartoum
- Al-Ahli SC (Wad Madani)
- Al-Ahly Shendi
- Al-Hilal Club (Omdurman)
- Al-Hilal SC (Port Sudan)
- Al-Hilal SC Kadougli
- Al-Ittihad SC (Wad Madani)
- Al-Merreikh (Al-Fasher)
- Al-Merreikh Al-Thagher
- Al-Nsoor
- Al-Shamali AC
- Alamal SC Atbara

## B
- Burri Khartoum

## H
- Hay el-Arab SC

## J
- Jazeerat Al-Feel SC

## M
- Merrikh
- Mourada

## T
- Taka Kassala